# 어서오세요 실력지상주의 교실에
《어서오세요 실력지상주의 교실에》(ようこそ実力至上主義の教室へ)는 키누가사 쇼고가 집필한 일본의 라이트 노벨이다. 일러스트는 토모세 슌사쿠가 담당하고 있다. MF문고 J(KADOKAWA)에서 2015년 5월부터 간행되고 있다. 약칭은 요우지츠(よう実)이다.
키누가사 쇼고의 라이트 노벨 작품은 《소악마 티리와 구세주?!》에 이어 2번째이지만, 용어 등의 연관성은 없다.

## 줄거리
최신 시설을 사용할 수 있고 매달 10만엔 상당의 포인트가 지급되며, 자유롭게 헤어 스타일과 사물의 반입, 원하는 취업을 할 수 있다. 진학에 거의 100%를 차지하고 있는 명문 고도육성고등학교를 무대로 펼쳐지는 작품이다.

## 등장인물
성우는 PV의 캐스팅. 자세한 설명은 스포일러 때문에 주요 출처는 공식 사이트의 캐릭터 페이지에서 볼 수 있다.

### D반
아야노코지 키요타카
성우 - 하나에 나츠키
학번 : S01T004651
동아리 : 없음
생일 : 10월 20일
별자리 : 천칭자리 (점성술)
키 : 176cm
본작의 주인공.
호리키타 스즈네
성우 - 오오니시 사오리
학번 : S01T004752
동아리 : 없음
생일 : 2월 15일
별자리 : 물병자리 (점성술)
키 : 156cm
긴 흑발의 미소녀.
쿠시다 키쿄
성우 - 타카하시 미나미
학번: S01T004721
동아리 : 없음
생일 : 1월 23일
별자리 : 물병자리 (점성술)
키 : 155cm
남녀 모두에게 배려할 수 있는 천사 같은 미소녀.
스도우 켄
학번 : S01T004672
동아리 : 농구부
생일 : 10월 5일
별자리 : 천칭자리 (점성술)
키 : 183cm
D반의 반 메이트.
야마우치 하루키
학번 : S01T004706
동아리 : 없음
생일 : 5월 30일
별자리 : 쌍둥이자리 (점성술)
키 : 168cm
D반의 반 메이트.
이케 칸지
학번 : S01T004654
동아리 : 없음
생일 : 6월 16일
별자리 : 쌍둥이자리 (점성술)
키 : 160cm
D반의 반 메이트.
코우엔지 로쿠스케
학번 : S01T004668
동아리 : 없음
생일 : 4월 3일
별자리 : 양자리 (점성술)
키 : 181cm
D반의 반 메이트.
히라타 요스케
학번 : S01T004698
동아리 : 축구부
생일 : 9월 1일
별자리 : 처녀자리 (점성술)
키 : 174cm
D반의 반 메이트.
챠바시라 사에
키 : 160cm
D반의 담임
카루이자와 케이
학번 : S01T004718
동아리 : 없음
생일 : 3월 8일
별자리 : 물고기자리 (점성술)
키 : 154cm
D반의 반 메이트
사쿠라 아이리
학번 : S01T004738
동아리 : 없음
생일 : 10월 15일
별자리 : 천칭자리 (점성술)
키 : 153cm
D반에서 매우 우수한 학생.
시노하라 사츠키
학번 : S01T004742
동아리 : 요리부
생일 : 6월 21일
별자리 : 쌍둥이자리 (점성술)
유키무라 테루히코
소토무라 히데오

### C반
류엔 카케루
학번 : S01T004711
동아리 : 없음
생일 : 10월 20일
별자리 : 천칭자리 (점성술)
키 : 173cm
C반의 남학생. 반의 리더.
이부키 미오
학번 : S01T004714
동아리 : 없음
생일 : 7월 27일
별자리 : 사자자리 (점성술)
키 : 159cm
C반의 반 메이트.
이시자키 다이치
학번 : S01T004656
동아리 : 없음
생일 : 4월 14일
별자리 : 양자리 (점성술)
코미야·콘도
사카가미
칸다
카네다 사토루
학번 : S01T004662
동아리 : 미술부
생일 : 1월 9일
별자리 : 염소자리 (점성술)

### B반
이치노세 호나미
학번 : S01T004620
동아리 : 없음
생일 : 7월 20일
별자리 : 게자리 (점성술)
키 : 159cm
B반의 복숭아 머리 미소녀. 정의감이 강하고, 지력 높은 누구와도 친하게 지낸다.
칸자키 류지
학번 : S01T004662
동아리 : 없음
생일 : 12월 5일
별자리 : 사수자리 (점성술)
키 : 174cm
B반 중에서도 가장 높은 지력과 운동 신경을 가지고있다.
호시노미야 치에
키 : 155cm
시라나미 치히로
학번 : S01T004744
동아리 : 미술부
생일 : 11월 28일
별자리 : 사수자리 (점성술)
시바타 로우
학번 : S01T004666
동아리 : 축구부
생일 : 11월 11일
별자리 : 전갈자리 (점성술)

### A반
카츠라기 코헤이
학번 : S01T004706
동아리 : 없음
생일 : 8월 29일
별자리 : 처녀자리 (점성술)
키 : 180cm
A반의 남학생. 선두 주자 중에 한 명이다.
사카야나기 아리스
학번 : S01T004737
동아리 : 없음
생일 : 3월 12일
별자리 : 물고기자리 (점성술)
키 : 150cm
평가 : 학력 A, 지성 A, 판단력 A, 신체 능력 E-, 협조성 C +
항상있는 장소 : 카페
토츠카 야히코
학번 : S01T004681
동아리 : 없음
생일 : 5월 12일
별자리 : 황소자리 (점성술)
하시모토 마사요시
학번 : S01T004690
동아리 : 테니스부
생일 : 4월 24일
별자리 : 황소자리 (점성술)
카무 마스미
학번 : S01T004714
동아리 : 미술부
생일 : 2월 20일
별자리 : 물고기자리 (점성술)

### 상급생

#### 학생회 임원
호리키타 마나부
키 : 178cm
3년 동안 A반에 소속 중인 학생이고 호리키타 스즈네의 오빠이기도 하다. 학생 회장을 맡고있다.
타치바나 아카네
키 : 155cm
3년 동안 A반에 소속 중인 학생.
나구모
2년 동안 A반에 소속 중인 학생. 학생회 부회장을 맡고있다.

## 용어
S포인트
포인트의 증감이 지급되는 전자 화폐의 액수에 영향을 줄 뿐만 아니라 학생의 장래에도 영향을 준다.
학생증 카드
통상의 학생증뿐만 아니라 전자 화폐로도 사용 가능하다.
고도육성고등학교
최신 설비를 갖추었으며, 매달 전자 화폐가 지급되는 고교이지만 능력에 따라서 A에서 D급으로 구분한다. 3년간 반배정이 없다.
특별시험
반 포인트가 크게 변동되는 시험.

## 단행본 목록

### 소설

#### 일본어판
- 《어서오세요 실력지상주의 교실에》, 2015-05-25, ISBN 978-4-04-067657-9
- 《어서오세요 실력지상주의 교실에 2》, 2015-09-25, ISBN 978-4-04-067778-1
- 《어서오세요 실력지상주의 교실에 3》, 2016-01-25, ISBN 978-4-04-068008-8
- 《어서오세요 실력지상주의 교실에 4》, 2016-05-25, ISBN 978-4-04-068338-6
- 《어서오세요 실력지상주의 교실에 4.5》, 2016-09-23, ISBN 978-4-04-068629-5
- 《어서오세요 실력지상주의 교실에 5》, 2017-01-25, ISBN 978-4-04-069017-9
- 《어서오세요 실력지상주의 교실에 6》, 2017-05-25, ISBN 978-4-04-069231-9

#### 한국어판
- 《어서오세요 실력지상주의 교실에》, 2016-02-04, ISBN 979-11-5710-287-7
- 《어서오세요 실력지상주의 교실에 2》, 2016-10-27, ISBN 979-11-5710-521-2
- 《어서오세요 실력지상주의 교실에 3》, 2017-01-15, ISBN 979-11-5710-664-6
- 《어서오세요 실력지상주의 교실에 4》, 2017-07-01, ISBN 979-11-5710-946-3

### 만화
월간 코믹 얼라이브에서 2016년 3월부터 이치노 유유의 작화로 연재되고 있다.
- 이차노 유유 (만화)·키누가사 쇼고 (원작)·토모세 슌사쿠 (캐릭터 원안) 《어서오세요 실력지상주의 교실에》 KADOKAWA.  〈MF코믹스 얼라이브 시리즈〉
  1. 2016년 9월 23일 발매,[2] ISBN 978-4-04-068550-2
  2. 2017년 1월 23일 발매,[3] ISBN 978-4-04-069039-1
  3. 2017년 3월 23일 발매,[4] ISBN 978-4-04-069120-6

## 텔레비전 애니메이션
2017년 7월부터 9월까지 AT-X에서 방송되었다. 《엔젤 비트》나 《암살교실》(스튜디오 히바리 제작) 작품으로 알려진 키시 세이지와 《주문은 토끼입니까?》나 《마법소녀 육성계획》(스튜디오 히바리 제작) 작품으로 알려진 하시모토 히로유키가 공동으로 감독을 맡았다. 또한 캐릭터 디자인의 모리타 카즈아키는 《암살교실》, 《달이 아름답다》의 콤비이기도 하다.
2022년 7월부터 제2기, 2023년에 제3기가 방영될 예정이다.

### 제작진
- 원작 - 키누가사 쇼고
- 감독 - 키시 세이지×하시모토 히로유키
- 시리즈 구성 - 아카시로 아오이
- 캐릭터 디자인 - 모리타 카즈아키
- 애니메이션 제작 - Lerche
- 제작 - 어서오세요 실력지상주의 교실에 제작위원회

### 주제가
오프닝곡 〈카스트 룸〉
작사·작곡·편곡·노래 - ZAQ
엔딩곡 〈Beautiful Soldier〉
작사·노래 - 미나미 / 작곡 - ZAQ / 편곡 - 中土智博